# M602 motorway
Der M602 motorway (englisch für Autobahn M602) ist eine 6,4 km lange Autobahn in England, die den M62 motorway in östlicher Richtung durch die Vororte von Manchester, Eccles und Salford fortsetzt und bei Salford in die A57 road mündet. Der M62 motorway verläuft zwischen den Anschlussstellen Junction 12 bis Junction 18 gleich mit der Ringautobahn von Manchester M60 motorway und trennt sich dann wieder von dieser. Der M602 motorway war ursprünglich in größerem Zusammenhang als South Lancashire Motorway geplant, der einen Teil des nicht verwirklichten M52 motorway bilden sollte und bei der Änderung der Planung zunächst M64 motorway hieß (beide Nummern sind derzeit nicht vergeben), später aber seine jetzige Bezeichnung erhielt.